# Asota spadix
Asota spadix är en fjärilsart som beskrevs av Swinhoe 1901. Asota spadix ingår i släktet Asota och familjen nattflyn. Inga underarter finns listade i Catalogue of Life.